# 梅氏鮨
梅氏鮨，為輻鰭魚綱鱸形目鱸亞目鮨科的其中一種，分布於西大西洋區的加勒比海西北部海域，棲息深度約274公尺，體長可達12公分，為底棲性魚類，屬肉食性，生活習性不明。

## 擴展閱讀
- 梅氏鮨的图片 （页面存档备份，存于）